# 大城祐二
大城 祐二（おおしろ ゆうじ、1985年10月7日 - ）は、沖縄県豊見城市出身の元プロ野球選手（内野手）。右投両打。

## 経歴

### プロ入り前
沖縄水産高校から社会人野球のTDK千曲川に進み、2005年には都市対抗野球大会、社会人野球日本選手権大会に出場し、選手権予選では1試合5盗塁を決めるなど活躍した。2006年は伏木海陸運送の補強選手として2年連続で都市対抗野球大会に出場。俊足のスイッチヒッター、かつ内外野の守備をこなすユーティリティープレイヤーであることが評価され、同年秋の大学・社会人ドラフト5巡目で阪神タイガースに指名され入団。

### 阪神時代
1年目の2007年は5月に右太ももの炎症、7月に右手の腱鞘炎と故障が相次ぎ、8月に手術を受けて以降はリハビリテーションに専念したが、二軍のウエスタン・リーグで41試合に出場して出塁率.391、6盗塁（失敗1）と、新人としてはまずまずの成績を残した。守備では二塁手として26試合、外野手として8試合に出場したが、二塁守備では3失策を記録しチームワーストの守備率に終わった。
2008年はウエスタン・リーグで50試合に出場したが打率.200、盗塁を6度試みて4度刺されるなど前年よりも成績を落とした。守備では外野手として32試合、二塁手として11試合に出場したが、前年同様無失策だった外野守備に対して二塁守備ではアーロム・バルディリスと並んでチームワーストの守備率に終わった。また、遊撃手としても1試合だけ出場した。
2009年よりそれまでのスイッチヒッター登録から左打ちに専念し、二軍で71試合に出場。打率.165、2本塁打という成績だった。
2010年6月に結婚するが、このシーズンは野原将志らの台頭で出場が少なく結果が残せず、入団より一度も一軍出場のないまま10月1日に戦力外通告を受けた。12月3日に福岡ソフトバンクホークスと育成選手として契約した。また、左打ちから再びスイッチヒッターとなった。

### ソフトバンク時代
2011年10月9日に戦力外通告を受け、11月7日に自由契約公示された。

### BCリーグ福井時代
2011年12月21日、ベースボール・チャレンジ・リーグの福井ミラクルエレファンツへ入団した。
2012年はベストナイン（二塁手）を受賞する活躍を見せたが、10月29日、現役引退の申し入れが受理され福井を退団した。

### 現役引退後
現役引退後は、Tigers-aiのゲスト解説者を務めた。
2016年より、沖縄県うるま市に本拠地を置くエナジック硬式野球部のコーチに就任した。
2023年より、沖縄県浦添市に本拠地を置くシンバネットワークアーマンズベースボールクラブのコーチに就任した。

## 詳細情報

### 年度別打撃成績
- 一軍公式戦出場なし

### 独立リーグでの打撃成績
| 年 度     | 球 団     | 試 合 | 打 数 | 得 点 | 安 打 | 二 塁 打 | 三 塁 打 | 本 塁 打 | 塁 打 | 打 点 | 盗 塁 | 犠 打 | 犠 飛 | 四 球 | 死 球 | 三 振 | 併 殺 打 | 打 率 | 出 塁 率 | 長 打 率 | O P S |
| --------- | --------- | ----- | ----- | ----- | ----- | -------- | -------- | -------- | ----- | ----- | ----- | ----- | ----- | ----- | ----- | ----- | -------- | ----- | -------- | -------- | ----- |
| 2012      | 福井      | 65    | 221   | 28    | 58    | 3        | 3        | 0        | 67    | 15    | 6     | 2     | 1     | 29    | 5     | 52    | 2        | .262  | .359     | .303     | .662  |
| 通算：1年 | 通算：1年 | 65    | 221   | 28    | 58    | 3        | 3        | 0        | 67    | 15    | 6     | 2     | 1     | 29    | 5     | 52    | 2        | .262  | .359     | .303     | .662  |

### 背番号
- 63 （2007年 - 2010年）
- 135 （2011年）
- 3 （2012年）

### 登場曲
- 「Still D.R.E」Dr. Dre（2007年 - 2008年）
- 「オジー自慢のオリオンビール」BEGIN（2009年 - 2010年）